# 永久しおれ点

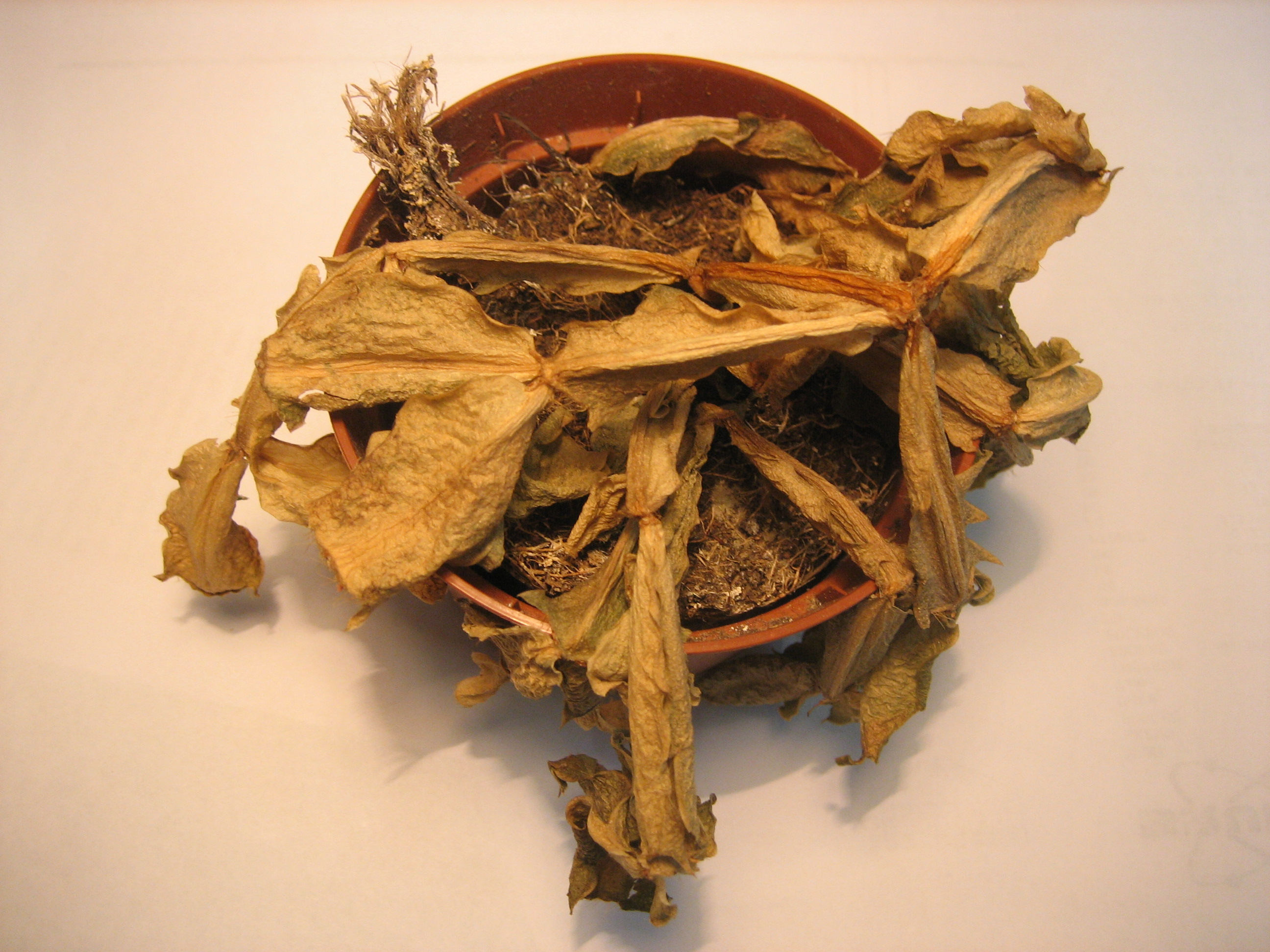
しおれ点よりも低水分の土壌に植えられた植物。

永久しおれ点（英語: permanent wilting point、PWP）あるいは しおれ点（英語: wilting point、WP）は、植物がしおれないような最小の土壌水分として定義される。含水率がしおれ点以下になると、植物はしおれて、水蒸気飽和した大気に12時間置いても膨圧を回復できなくなる。しおれ点 (記号では θpwp あるいは θwp と表記される) の物理的な定義は、水頭が −1500 J/kg (-15 bar) の土壌の含水率である。

## 歴史
この概念は、1910年代に導入された。Briggs and Shantz (1912) は、しおれ係数を「ある土壌について、水分を低下させた時に、植物がしおれはじめて、土壌に水を追加しない限りは、ほぼ飽和水蒸気圧の大気中でも、しおれが回復しなくなるような水分のパーセント（Taiz and Zeiger, 1991）と定義した。Briggs による、しおれ係数のペドトランスファー関数は、次の式である。
しおれ係数 = 0.01 砂 + 0.12 シルト + 0.57 粘土
Veihmeyer and Hendrickson は、しおれ点は土壌に固有の定数で、環境条件に依存しないことを示した。en:Lorenzo A. Richards は、-15 bar の圧力における土壌の含水率であると提案した。